# Aruanã
Aruanã este un oraș în Goiás (GO), Brazilia. 